# Tyriotydeus
Tyriotydeus är ett släkte av skalbaggar. Tyriotydeus ingår i familjen vivlar.
Kladogram enligt Catalogue of Life:
| Tyriotydeus | \| \| Tyriotydeus albolateralis \| \| \| \| \| \| Tyriotydeus compressirostris \| \| \| \| |
|             | \| \| Tyriotydeus albolateralis \| \| \| \| \| \| Tyriotydeus compressirostris \| \| \| \| |
|             | Tyriotydeus albolateralis                                                                  |
|             |                                                                                            |
|             | Tyriotydeus compressirostris                                                               |
|             |                                                                                            |